# Clemens Hosius

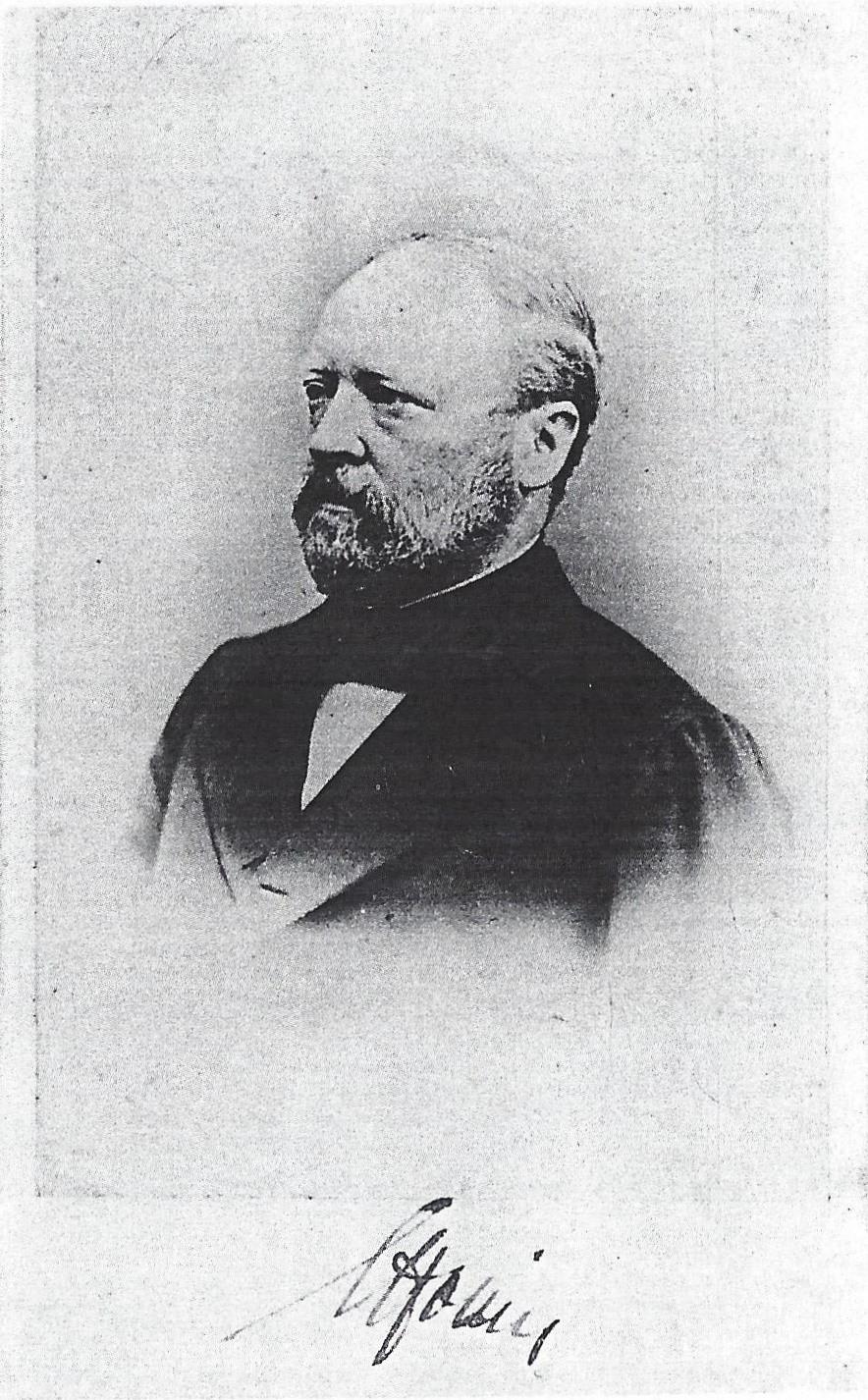
Clemens Hosius

Clemens August Ignaz Bernard Hosius (* 23. August 1822 in Werne; † 11. Dezember 1902 in Koblenz) war ein deutscher Richter in der Rheinprovinz. Er saß im Reichstag (Norddeutscher Bund).

## Leben
Hosius besuchte die Vereinigte höhere Bürgerschule und Gelehrtenschule in Wesel. Er studierte Rechtswissenschaft und wurde 1845 Auskultator (1845) und Assessor (1849) in Münster. Danach war er  mehrere Jahre Hilfsauditor in Wesel, Frankfurt am Main und Köln und beim Generalkommando des VIII. Armee-Korps (Deutsches Kaiserreich). Zugleich war er seit 1853 Richter in Ehrenbreitstein und seit 1857 Mitglied des Kreisgerichts in Neuwied. 1870 wurde er Oberlandesgerichtsrat am Oberlandesgericht Hamm, später Landgerichtspräsident am Landgericht Landsberg und am Landgericht Duisburg. 1898 trat er in den Ruhestand.
Von 1867 bis 1869 war er Mitglied des Reichstags des Norddeutschen Bundes und des Zollparlaments für den Wahlkreis Koblenz 2 (Neuwied) und die Nationalliberale Partei. Am 27. Juni 1870 legte Hosius wegen seiner Beförderung zum Appellationsgerichtsrat sein Mandat nieder. 1869/70 war er auch Mitglied des Preußischen Abgeordnetenhauses.
Er war Herausgeber eines Kommentars zum Deutschen Strafgesetzbuch.

## Familie
Clemens Hosius wurde als erster ehelicher Sohn des Assessors Friedrich Martin Anton Xaver Hosius (1785–1858) aus Münster und der Johanna Henriette Teesing (1787–1867) aus Wesel geboren. Von seinen Geschwistern überlebten drei weitere ihre Kindheit, darunter der Geologe und Paläontologe August Hosius. Zudem hatte er noch eine unehelich geborene Halbschwester, Elisabeth Lehmeyer geb. Hosius (* 14. Juli 1809 in Bielefeld; † 11. November 1886 in Dingden). Er war Taufpate ihres Sohnes Clemens Lehmeyer (1844–1913), Amtmann in Dingden und Mitbegründer des dortigen St. Josef-Krankenhauses. Seit dem 4. Mai 1850 war Clemens Hosius mit Maria Antoinette Florentine Tüshaus (1826–1894) verheiratet, Halbschwester des Historienmalers Friedrich Tüshaus. Aus dieser Ehe stammten acht Kinder, der jüngste von ihnen war der Philologe Carl Hosius.